# مدیریت رسانه
مدیریت رسانه یکی از رشته‌های دانشگاهی مربوط به مدیریت کسب و کار است که به مقوله مدیریت در رسانه‌ها و مدیریت بر رسانه‌ها می‌پردازد. اصطلاح مدیریت رسانه به‌طور یکسان در ادبیات علمی استفاده نشده اما معمولاً «اقتصاد رسانه» در کنار «مدیریت رسانه» به کار رفته‌است. این رشته با رشد رسانه و تخصصی شدن علم مدیریت از اوایل دههٔ نود میلادی به دانشگاه‌های آمریکا راه پیدا کرد.
کنکاش در پیشینهٔ این علم خبر از ادبیاتی نه‌چندان غنی و اختصاصی این علم می‌دهد. این ادبیات وابسته و برگرفته از سایر رشته‌ها نشانگر آن است که این علم نوپا بیش از هرچیز بر مباحث تئوریک کاربردی رشته‌هایی مانند اقتصاد، علوم ارتباطات و مدیریت بازرگانی استوار است. بررسی ادبیات مدیریت رسانه و اقتصاد رسانه نشان می‌دهد که این دو تا اواسط ۱۹۸۰ میلادی رقابت بسیاری با هم داشتند. پس از این دوره، میزان انتشار آثار در این حوزه‌ها افزایش قابل ملاحظه ای داشت و در اوایل دهه ۱۹۹۰ تعداد مجلات و مقالات رشد فزاینده ای کرد. خاستگاه این رشته علمی مانند خود رسانه، جهان سرمایه‌داری بوده و بنابراین رویکرد اقتصادی بر آن سایه افکنده‌است.
برنددبلیو ویرتز مدیریت رسانه را مشتمل بر همه فعالیت‌های هدفمند برنامه‌ریزی، سازماندهی و هدایت در چارچوب تولید و توزیع اطلاعات یا محتوای سرگرم‌کننده در شرکت‌های رسانه ای تعریف می‌کند.
با جمع‌بندی دیدگاه‌های مطرح شده در خصوص مدیریت رسانه می‌توان هشت دیدگاه کلی برای این رشته متصور شد.

## مدیریت رسانه؛ مدیریت عمومی یک سازمان
برخی رسانه را یک سازمان مانند سازمان‌های دیگر می‌انگارند که مدیر آن وظیفه دارد برنامه‌ریزی، هدایت و کنترل و کارهایی مانند گزارش‌گیری را انجام دهد. رسانه شامل همه وسایل و ابزار تهیه، تولید و نشر اطلاعات چاپی، تصویری و صوتی است. این اطلاعات به روش‌های سنتی یا پیشرفته به سطح وسیعی از مخاطبان انتقال می‌یابد مدیریت رسانه یعنی به‌کارگیریی بهینه منابع مادی و انسانی با استفاده از کارکردهایی چون برنامه‌ریزی، سازماندهی، هدایت و کنترل به منظور تحقق اهداف سازمان رسانه ای. بر این اساس، همه شرکت‌هایی که اطلاعات یا محتوای «سرگرمی‌محور» برای گیرندگان یا بازارهای تبلیغاتی فراهم می‌کنند، بخشی از رسانه محسوب می‌شوند. به‌طور کلی فقط مواردی که در مقابل یک فرستنده تعداد زیادی گیرنده وجود داشته باشد، رسانه به‌شمار می‌آیند (یعنی ارتباط یک به تعداد زیاد).

همچنین پرینگل و استار نیز مدیریت رسانه را شامل وظایف برنامه‌ریزی، سازماندهی، بسیج منابع، هدایت و کنترل دانسته‌اند و مهارت‌های مدیر رسانه‌ای را در سه مهارت فنی، انسانی و ادراکی خلاصه می‌کنند.
این رویکرد محصول تخصصی شدن علم مدیریت است.

## مدیریت رسانه
این دیدگاه به مدیریت بررسانه و مالکیت آن می‌پردازد.
در جهان سه نوع رسانه وجود دارد
1. رسانه‌های دولتی
2. رسانه‌های ملی

۳- رسانه‌های خصوصی

این دیگاه به فصل اشتراک این رسانه و نهاد قدرت می‌پردازد. در واقع به ارتباط سیاسی و کنترل نهاد قدرت بر رسانه می‌پردازد. پرواضح است که این ارتباط تا اندازهٔ زیادی به نوع مالکیت رسانه بستگی دارد.

## مدیریت ارتباط با رسانه‌ها
این دیدگاه از ظرفیت رسانه‌ها برای معرفی سازمان‌ها و بهره‌برداری سازمان‌ها از این ظرفیت می‌پردازد. بر این اساس هنر ساماندهی و تنظیم رابطهٔ سازمان-رسانه در راستای سیاست‌ها و اهداف سازمان، تعریف مدیریت رسانه خواهد بود.

## ماتریس مدیریت رسانه
تلفیق کارکردهای اصلی مدیریت و کارکردهای اصلی رسانه ماتریسی می‌سازد که به آن ماتریس مدیریت رسانه می‌گویند.

| کارکردها رسانه/مدیریت | برنامه‌ریزی | سازماندهی | هدایت | کنترل |
| --------------------- | ---------- | --------- | ----- | ----- |
| خبری                  | x          | x         | x     | x     |
| آموزشی                | x          | x         | x     | x     |
| تفریحی                | x          | x         | x     | x     |
| ترویجی                | x          | x         | x     | x     |

هرگاه مدیری بتواند هر دو این کارکردهای را پوشش دهد آنگاه در تحقق اهداف مدیریت رسانهٔ خود موفق عمل کرده‌است.

## مدیریت رسانه‌های خرد
با جستجو در وب به دنبال کلید واژه مدیریت رسانه با مفهومی به نام رسانهٔ خورد یا Micro Media روبرو می‌شویم. در یک دسته‌بندی کلی رسانه‌ها به دو دستهٔ اتنوترونیک و تله ماتیک تقسیم می‌شوند. دستهٔ اول رسانه‌هایی که زیرساخت گسترده نمی‌خواهند مانند ویدیو یا دی وی دی و دستهٔ دوم رسانه‌هایی هستند که زیر ساخت‌های فنی و انسانی گسترده‌ای نیاز دارند مانند روزنامه، تلویزیون و… رسانهٔ خرد از دستهٔ اول است. اگر چه از میان رسانه‌های تله ماتیک نیز برخی از آن‌ها در دستهٔ خرد قرار می‌گیرند (موبایل از این دسته رسانه‌های است).

## فرایند هفت مرحله‌ای مدیریت رسانه
سیاست‌گذاری، برنامه‌ریزی، تولید/ تأمین، نظارت، پخش، نظرسنجی و اثرسنجی هفت مرحله چرخه‌ای هستند که مدیریت رسانه را تشکیل می‌دهد. این الگو بیشتر برای رسانه‌های عمومی و دولتی مناسب است.

## مدیریت محتوا
در این دیدگاه مدیریت رسانه به کنترل محتوای تولید شده در رسانه به منظور افزایش اثر بخشی تولیدات بر مخاطب گفته می‌شود.
اگر اثر بخشی را مهم‌ترین مؤلفهٔ توفیق مدیریت در یک سازمان بدانیم، آن چیزی نخواهد بود مگر دستیابی سازمان به اهدافش

## مدیریت سه مرحله‌ای پیام

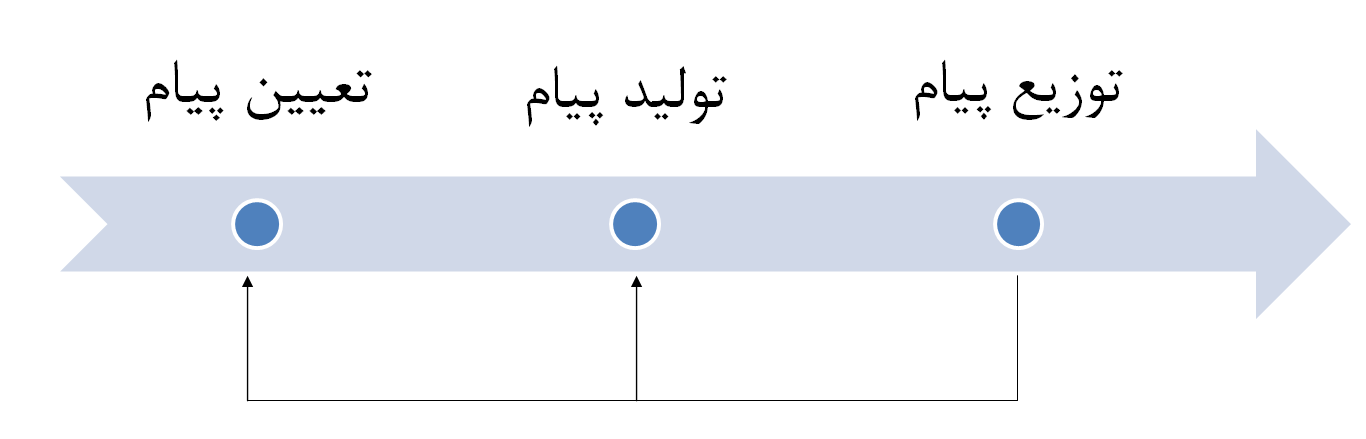
مدل سه مرحله‌ای پیام

در این دیدگاه مدیریت رسانه به پیام پرداخته و پیام را در سه مرحله مدیریت خواهد نمود.

مرحلهٔ تعیین پیام که همان سیاستگذاری است

مرحلهٔ تولید پیام

و سرانجام مرحلهٔ توزیع آن در بسترهای انتشاری